# 콜 오브 듀티: 블랙 옵스 6
콜 오브 듀티: 블랙 옵스 6(Call of Duty: Black Ops 6)는 2024년 트레이아크와 레이븐 소프트웨어가 공동 개발하고 액티비전이 퍼블리싱한 1인칭 슈팅 비디오 게임이다. 이 게임은 콜 오브 듀티 시리즈의 스물한 번째 작품이자 블랙 옵스 하위 시리즈의 일곱 번째 메인 작품으로, 콜 오브 듀티: 블랙 옵스 콜드 워 (2020)의 뒤를 잇는다. 사막의 폭풍 작전 중을 배경으로 하는 블랙 옵스 6의 싱글 플레이어 스토리는 이탈한 CIA 요원 트로이 마셜과 프랭크 우즈가 요원 팀을 꾸려 CIA와 비밀리에 연루된 준군사조직인 판테온을 추적하는 내용을 다룬다.
이전 시리즈와 마찬가지로 이 게임에는 멀티플레이어 구성 요소와 협동 라운드 기반 좀비 모드가 포함되어 있다. 세 가지 모드 모두 전방향 이동 메커니즘을 특징으로 하여 플레이어가 어떤 방향으로든 질주하고, 다이빙하고, 미끄러질 수 있도록 한다. 블랙 옵스 6는 4년간의 개발 주기를 자랑하는데, 이는 콜 오브 듀티 역사상 가장 긴 기간이다. 게임 마케팅은 2024년 5월에 시작되었으며, 여러 실사 티저 예고편이 공개되고 여러 신문 1면에 가상의 광고가 게재되었다. 전체 공개는 6월 9일 2024년 엑스박스 게임 쇼케이스 이벤트 방영 후 이루어졌다. 블랙 옵스 6는 2024년 10월 25일 플레이스테이션 4, 플레이스테이션 5, 마이크로소프트 윈도우, 엑스박스 원, 엑스박스 시리즈 X/S로 출시되었다.
출시 후 블랙 옵스 6는 비평가들로부터 대체로 호평을 받았으며, 프랜차이즈 역사상 가장 큰 출시 주말을 기록했고, 여러 상에 후보로 올랐다. 세 가지 모드 모두 칭찬을 받았으며, 비평가들은 특히 새로운 전방향 이동 시스템을 긍정적으로 평가했다. 콜 오브 듀티: 블랙 옵스 7이라는 제목의 속편은 2025년에 출시될 예정이다.

## 게임 플레이
콜 오브 듀티: 블랙 옵스 6는 1인칭 슈팅 게임이며, 싱글 플레이어 캠페인, 멀티플레이어 구성 요소, 그리고 협동 라운드 기반 좀비 모드를 특징으로 한다. 블랙 옵스 6의 새로운 게임 플레이 기능으로는 플레이어가 어떤 방향으로든 질주하고, 다이빙하고, 미끄러질 수 있게 하는 전방향 이동 메커니즘이 포함되어 있다. 이 게임은 또한 질주와 맨틀링을 포함한 특정 플레이어 동작을 자동화하는 다양한 "지능형 이동" 설정을 제공한다. 플레이어는 또한 게임의 헤드업 디스플레이(HUD)를 변경하는 기존 프리셋 중에서 선택할 수 있다. 여기에는 콜 오브 듀티: 블랙 옵스 III(2015)의 HUD 레이아웃과 더 유사한 좀비 HUD용 "레거시" 프리셋이 포함된다.
싱글 플레이어 캠페인은 임무에 접근하는 여러 가지 방법을 제공하며, 논플레이어 캐릭터(NPC)들의 대화 트리를 포함한다. 임무 중간에 플레이어는 안전가옥에 접속하여 증거판을 통해 임무를 계획하고 NPC와 상호작용할 수 있다. 플레이어는 또한 임무 곳곳에서 발견되는 현금을 사용하여 무기와 장비를 개선하는 다양한 "오퍼레이터 특전"을 구매할 수 있다. 대부분의 임무에서 플레이어는 이탈한 CIA 요원 윌리엄 "케이스" 칼데론의 역할을 맡지만, 일부 임무에서는 다른 캐릭터를 조종한다.(2:27) 특정 캠페인 임무는 완료 시 멀티플레이어 및 좀비 모드에서 사용할 수 있는 무기 설계도, 플레이어 스킨, 스티커, 무기 장식 등의 꾸밈 아이템을 보상으로 제공한다.
블랙 옵스 6의 멀티플레이어는 출시 시점에 16개의 새로운 맵을 포함한다. 이 맵들 중 12개는 게임의 핵심 6대6 (6v6) 게임 모드용으로 설계되었으며, 핵심 6v6 모드와 2대2 (2v2) 모드 일부를 위해 설계된 4개의 "스트라이크" 맵으로 보완된다. 이전 콜 오브 듀티 게임에서 다시 등장한 멀티플레이어 특정 기능으로는 플레이어가 최대 플레이어 레벨에 도달하면 최대 10번까지 레벨을 초기화할 수 있는 전통적인 "프레스티지" 레벨링 시스템과 플레이스테이션 5, 마이크로소프트 윈도우, 엑스박스 시리즈 X/S 플레이어가 모든 플레이어의 시점에서 멀티플레이어 경기를 다시 볼 수 있게 하는 "극장" 모드가 있다.
좀비 모드에서는 1~4명의 플레이어가 끝없는 언데드 무리와 싸우는데, 이들은 라운드가 완료될 때마다 수와 난이도가 증가하며, "리버티 폴스", "터미너스", "시타델 데 모르", "무덤", "산산조각 난 베일"의 5개 맵에서 진행된다. 여섯 번째이자 마지막 맵인 "더 레커닝"은 게임의 다섯 번째 사후 출시 시즌과 함께 출시될 예정이다. 각 맵에는 플레이어가 스스로 해결해야 하는 주요 퀘스트가 포함되어 있으며, 여러 사이드 퀘스트와 이스터 에그가 있다. 두 가지 추가 모드인 "지시" 및 "슬픔"이 출시 후 모든 맵에 추가되었다. 전자는 플레이어가 게임 내 지원을 받아 주요 퀘스트를 완료할 수 있도록 하며, 후자는 두 팀의 플레이어 4명이 서로 대결하여 언데드로부터 생존하면서 디버프를 통해 적 팀을 간접적으로 방해한다. 좀비 모드는 플레이어가 관리해야 하는 두 가지 주요 화폐인 에센스와 살베지를 특징으로 한다. 에센스는 지도의 새로운 부분을 잠금 해제하기 위해 문을 구매하고, "퍽 어 콜라" 캔과 "팩 어 펀치" 기계에서 플레이어의 무기 장비 업그레이드를 포함한 다양한 플레이어 업그레이드를 획득하는 데 사용되는 반면, 살베지는 플레이어 무기용 탄약 개조를 획득하고 다양한 치명적 및 전술 장비를 만드는 데 사용된다. 플레이어는 또한 다양한 게임 내 효과와 능력을 부여하는 일회용 소모품인 "고블검"을 얻을 수 있으며, 특전, 필드 업그레이드 및 탄약 개조에 대한 사소하고 주요한 업그레이드 세트인 "증강"을 잠금 해제할 수 있다. 각 게임 플레이 아이템은 최대 세 개의 사소하고 주요한 증강을 특징으로 하며, 각 유형 중 하나를 동시에 장착할 수 있어 플레이어가 다양한 플레이 스타일을 사용자 정의하고 실험할 수 있도록 한다.

## 줄거리

### 캠페인
1991년, 사막의 폭풍 작전이 시작될 무렵, CIA 요원 트로이 마셜(이안 노엘)과 윌리엄 "케이스" 칼데론, 그리고 핸들러 제인 해로우(돈 올리비에리)는 이라크 국방부 장관 사에드 알라위(조던 비엘스키)를 구출하기 위해 이라크–쿠웨이트 국경에 파견되지만, 알라위가 "판테온"이라는 불량 준군사 조직의 표적이 되었다고 주장하자 임무를 벗어나게 된다. 판테온 병력과의 교전에서 살아남은 팀은 알라위를 구출할 준비를 하지만, 그는 니카라과 마약왕 라울 메넨데즈의 스파이로 몰려 CIA를 탈출한 불량 요원 러셀 애들러(브루스 토마스)에게 처형된다. 애들러는 스스로 포로가 되어 마셜에게 동료 요원 프랭크 우즈(데이먼 빅터 앨런)에게 "비숍이 룩을 잡는다"는 메시지를 전달하라고 말한다. 그 후, CIA 부국장 대니얼 리빙스턴(루 다이아몬드 필립스)은 알라위의 죽음에 대해 팀을 질책하고, 판테온에 대한 그들의 경고를 무시하며, 우즈, 마셜, 케이스를 임무에서 해제한다.
우즈는 마셜에게 애들러의 메시지가 1976년에 둘이 발견한 불가리아의 버려진 KGB 안전가옥("룩"이라는 암호명)을 의미하며, 마셜과 케이스와 함께 판테온을 조사하러 가기로 결정한다고 밝힌다. 해로우는 그들의 부재를 숨기기 위해 뒤에 남는다. 애들러의 파일을 사용하여 전 슈타지 기술 천재 펠릭스 노이만(셰이머스 데버)과 암살자 세바티 "세브" 뒤마스(캐런 데이비드)를 모집한 팀은 빌 클린턴 주지사(짐 메스키멘)가 주최하는 정치 행사가 지상에서 열리는 동안 워싱턴 D.C. 지하에 숨겨진 CIA 블랙 사이트에서 애들러를 탈출시킨다. 팀은 판테온이 블랙 사이트를 공격하는 순간 애들러를 구출하지만, 오히려 공격의 책임이 그들에게 전가되어 도망자로 선언된다. 애들러는 판테온이 사담 후세인과 무기 거래를 해왔다고 밝힌다. MI6 요원 헬렌 파크(릴리 콜스)와 동맹 SAS 병력의 도움으로 팀은 이라크 서부의 후세인 궁전 중 한 곳을 공격하여, 버려진 켄터키주의 CIA 생물학 연구소에서 유래한 정신화학 무기인 "요람"을 발견한다.
애들러는 판테온의 수석 과학자인 마트베이 구세프(유리 로언솔)를 추적하기 위해 남아있는 동안, 케이스, 마셜, 세브는 생물학 연구소를 조사한다. 케이스는 실수로 요람 가스를 흡입하고, 언데드 생물과 싸우는 환각을 보면서 한 여자의 목소리를 듣는다. 이 목소리는 판테온이 원래 경기력 향상 약물로서 요람 개발을 감독하는 비밀 CIA 부서였으며, 케이스가 유일한 실험 대상이었음을 설명한다. 리빙스턴이 프로젝트를 중단하고 판테온을 해체하기 전까지 말이다. 케이스가 정신을 차렸을 때, 팀은 판테온이 이미 생물학 연구소의 요람 저장고를 훔쳤다는 것을 발견하고, 해로우가 판테온과 함께 일하고 있음을 드러내는 녹음을 발견한다. 녹음 속 단서를 사용하여 팀은 아발론이라는 유럽 공국의 카지노에서 금융 기록을 훔치는데, 이 기록은 카지노가 이라크의 구세프에게 돈을 송금하고 있었음을 보여준다. 그 후, 케이스와 마셜은 쿠웨이트에서 애들러와 재회하고, 그의 오랜 동맹인 미 육군 대위 로렌스 심스(레지 왓킨스)와 협력하여 구세프를 붙잡는다. 구세프는 요람이 보르쿠타에 보관되어 있다고 밝힌다.
팀은 보르쿠타를 급습하고, 요람이 이동하는 것을 막지는 못했지만, 해로우를 붙잡아 심문을 위해 룩으로 데려온다. 애들러는 해로우에게 진실 혈청을 주사하여, 판테온이 애들러가 그녀의 부모를 죽였다고 주장하는 정보를 유출한 후 판테온에 합류했으며, 판테온은 요람을 사용하여 국회의사당에서 위장술책 공격을 감행하여 리빙스턴의 신뢰를 떨어뜨리고 해로우로 교체하여 CIA를 장악할 계획이라고 밝힌다. 판테온 병력이 룩을 공격하여 해로우를 구출한다. 케이스는 추격하여 해로우의 탈출 헬리콥터에 탑승하고, 헬리콥터는 강에 추락한다. 방출된 요람 가스의 영향으로 케이스는 해로우를 목졸라 죽인 후 익사한 것으로 추정된다. 마셜은 케이스에게 무전을 시도하며, 리빙스턴이 국회의사당을 대피시켰다고 설명한다. 2주 후, 팀은 리빙스턴과 만나고, 리빙스턴은 아발론에서 작전을 수행하는 판테온과 그들의 진정한 지도자들을 제거하기 위해 독립적인 비밀 부대로 계속 활동해 달라고 요청한다. 한편, 판테온 요원 잭슨 케인(릭 파스칼론)은 리빙스턴의 사무실에 침투하여 그의 컴퓨터에 접속한다.

### 멀티플레이어
1991년 12월, 마셜과 세브는 아발론의 범죄 지하 세계에 침투한 판테온에 대항하기 위한 다음 조치를 논의하기 위해 로그 블랙 옵스 팀원들과 회의를 조직한다. 세브는 지역 범죄 조직인 프랑스 신디케이트가 경쟁 조직인 루타치 가문을 쓰러뜨리는 것을 도와줌으로써 그들과 동맹을 맺을 것을 제안한다. 루타치의 작전에 대한 여러 차례의 성공적인 공격 이후, 세브와 마셜에게 현상금이 걸린다. 곧이어 축하 행사 중에 세브와 그녀의 동료들이 "녹턴"이라는 암호명의 신비한 암살자에게 공격을 받는다. 세브는 탈출에 성공하지만, 녹턴과 그의 추종자들이 추격한다.
며칠 후, 애들러는 아발론에 있는 로그 팀의 은신처에서 우즈에게 연락하는데, 우즈는 1989년 12월 그가 사망한 지 얼마 되지 않아 동료 CIA 요원 제이슨 허드슨으로부터 판테온에 관한 잠재적 정보를 담은 VHS 테이프를 받았다고 밝힌다. 테이프에서 허드슨은 판테온이 베트남 전쟁과 소련–아프가니스탄 전쟁 중 활동, 그리고 1968년 멕시코만의 소련 "숫자 방송국" 공격을 포함하여 많은 주요 CIA 작전에 연루되어 왔다고 밝힌다. 허드슨은 자신의 연구를 정리했으며, 테이프를 받은 사람에게 자신의 작업을 마무리해 달라고 맡긴다. 이 데이터를 사용하여 애들러와 로그 팀은 CIA에 잠입한 모든 판테온 요원 목록을 발견하지만, 암호명이 소련 암호로 인코딩되어 있음을 발견한다. 다음 달인 1992년 1월, 팀은 아이슬란드의 CIA 블랙 사이트인 캠프 제타를 급습하여, 1984년 8월 애들러에게 붙잡혔던 페르세우스 스파이 조직의 전 지도자 빅호르 "스티치" 쿠즈민을 탈출시킨다.

### 좀비
| 번호 | 제목               | 본 방송 날짜     |
| --- | ------------------ | ---------------- |
| 1 | "리버티 폴스"      | 2024년 10월 25일 |
| 1991년 2월 18일, 지구와 "어둠의 에테르" 차원 사이에 균열이 발생하여, "프로젝트 야누스"의 거점인 웨스트버지니아의 작은 마을 리버티 폴스에 좀비가 풀려난다. 프로젝트 야누스는 에드워드 리히토펜이 이끄는 비밀 CIA 작전으로, 리히토펜은 1980년대에 여러 어둠의 에테르 발생을 저지른 CIA 특수부대 "레퀴엠"의 전 국장이었으나, 이후 이를 폐쇄하고 고위 직원들을 구금했다. 발생 중에 리히토펜은 알려지지 않은 위치로 이동하고, 그의 부하인 보안 책임자 존 블랜차드는 대응 팀에게 연락을 시도한다. "알파 팀"이라고 불리는 한 무리의 요원들이 블랜차드의 조난 신호에 응답하고, 그의 지시에 따라 균열을 막는 것을 돕는다. 그들은 여러 프로젝트 야누스 과학자들을 구출하라는 지시를 받지만, 육체적 형태를 잃고 어둠의 에테르에 오염된 교회에 갇힌 페리클레스 파노스 박사만을 찾을 수 있다. 파노스는 알파 팀에게 어둠의 에테르 단계를 정리하는 장치를 만들라고 지시하지만, 그들은 나중에 그것이 속임수였음을 깨닫는다. 파노스가 대신 그들의 에너지를 흡수하여 육체적 형태를 되찾고 어둠의 에테르를 벗어나는 동안, 알파 팀은 그의 자리에 갇힌다. |                    |                  |
| 2 | "터미너스"         | 2024년 10월 25일 |
| 전 KGB 과학자 윌리엄 펙 박사와 필리핀 밀수꾼 마야 아기날도는 레퀴엠의 고위 직원들, 즉 특수 장교 그레고리 위버, 엘리자베스 그레이 박사, 오스카 스트라우스 박사, 매켄지 카버 소령, 그리고 스토니 "랩터 원" 매덕스 대위를 필리핀해에 있는 외딴 프로젝트 야누스 연구 시설인 터미너스 섬의 감금에서 해방시킨다. 펙은 그들이 리히토펜을 제거하기 위해 협력할 것을 제안하고, 마야는 터미너스에 함께 갇힌 오빠 네이선을 구출하려고 한다. 리버티 폴스와 동시에 두 번째 균열이 발생하여, 팀은 좀비 무리를 막아내야 한다. 그들은 결국 터미너스의 수석 과학자 레바티 모디가 진행한 다양한 실험 끝에 돌연변이가 된 네이선을 발견하고, 잠수함을 타고 섬을 탈출한 모디를 처치할 수밖에 없게 된다. 리히토펜이 레퀴엠 동료 사만다 맥시스의 성격을 기반으로 설계한 인공지능 시스템인 시냅틱 알고리즘 모듈(S.A.M.)의 도움으로 팀은 모디의 잠수함을 터미너스로 강제로 돌아오게 한다. 그들이 모디와 대치할 때, 거대한 수중 괴물이 나타나 모디를 삼키고 레퀴엠을 죽이려 하지만 실패한다. 그 후, S.A.M.은 리히토펜이 "센티넬 유물"에 집착하고 있으며, 이 유물은 "프리마 마테리아"로 알려진 원초적 물질을 제어하는 힘의 물체라고 밝힌다. 센티넬 유물의 흔적이 아발론에서 프랑스 신디케이트에 의해 발견되었으며, 신디케이트는 전 스페츠나츠 대장이자 레퀴엠 정보원인 세르게이 라베노프를 집행자로 고용했다. 어둠의 에테르에 갇힌 맥시스를 구출하는 데 센티넬 유물이 핵심이 될 수 있다고 믿는 팀은 다음 목적지로 아발론을 설정한다. |                    |                  |
| 3 | "시타델 데 모르"   | 2024년 12월 5일  |
| 리버티 폴스와 터미너스에서 발생한 사건 일주일 후, 레퀴엠은 아발론의 한 마을로 가서 만취한 라베노프를 발견하는데, 그는 여전히 맥시스를 잃은 슬픔에 잠겨 있다. 라베노프는 신디케이트가 크라프트를 고문하여 정보를 얻기 위해 돈을 지불했지만, 그는 말하기를 거부했다고 팀에게 밝힌다. 좀비 발생이 일어나 팀은 크라프트를 찾기 위해 이동해야 하며, 펙과 라베노프는 그들에게 전술적 지원을 제공한다. 그들은 마을 근처의 성에 들어가 성의 던전에 갇힌 크라프트를 발견한다. 크라프트는 레퀴엠에게 센티넬 유물의 위치를 찾는 데 도움이 될 수 있는 부적인 "옵스쿠러스 알틸리움"을 찾아달라고 요청한다. 팀이 크라프트의 지시를 따르는 동안, 마야는 혼자서 네이선을 터미너스로 데려온 신디케이트의 우두머리 프랑수아 "프랑코" 모로를 찾아 죽이려 한다. 여러 퍼즐을 풀고 의식을 완료한 후, 팀은 부적을 보호하는 거대한 돌 골렘을 소환하는 열쇠를 회수한다. 그들은 부적의 수호자를 물리치고 부적을 회수하지만, 좀비의 공격으로부터 크라프트를 구하지 못한다. 죽어가는 숨을 헐떡이며 크라프트는 레퀴엠에게 근처 발굴 현장으로 가라고 말하며, 센티넬 유물이 그들을 집어삼키지 않도록 경고한다. 그는 또한 자신의 양아들이라고 밝힌 리히토펜을 죽이지 말라고 간청한다. |                    |                  |
| 4 | "무덤"             | 2025년 1월 28일  |
| 발굴 현장에서 옵스쿠러스 알틸리움은 레퀴엠에게 과거의 메아리를 보여주는데, 1908년 영국의 고고학자 아치볼드 포더링턴-스마이스 경이 센티넬 유물을 발굴하려 했다. 아치볼드 경의 간접적인 도움을 받아 팀은 어둠의 에테르 넥서스 포털을 찾고, 그 안에서 유물을 발견한다. 일련의 시험을 거친 후, 그들은 유물을 획득하고, 부적과 결합한 후 현장에서 탈출한다. S.A.M.은 레퀴엠에게 리버티 폴스로 이동하여 유물을 적절하게 활성화하고 제어할 수 있는 독특한 요소를 찾으라고 지시한다. |                    |                  |
| 5 | "산산조각 난 베일" | 2025년 4월 2일   |
| 사흘 후, 레퀴엠은 리버티 폴스에 위치한 오래된 저택인 샘 콜턴 홀에 도착하며, 이곳에서 프로젝트 야누스가 작전을 시작했다. S.A.M.은 팀에게 다양한 의식을 수행하여 프리마 마테리아로 센티넬 유물의 힘을 강화하도록 지시한다. 이를 마친 후, 그들은 S.A.M.의 주 컴퓨터실에 들어가 그녀에게 유물을 준다. S.A.M.은 팀을 리히토펜이 갇혀 있는 방으로 텔레포트시킨다. 리히토펜은 위버와 대면하여 10년 전 그를 암살하려던 실패한 시도가 자신과 맥시스 때문이었으며, 그로 인해 리히토펜의 아내와 아들, 메리와 사무엘이 사망했다고 밝힌다. 그 이후로 리히토펜은 그들 둘을 모두 되살리기 위한 다양한 방법을 연구해왔으며, 레퀴엠은 위버와 다른 이들을 통제하기 위해 만들어졌다. 레퀴엠은 리히토펜과 휴전 협정을 맺고, 리히토펜이 가진 장치를 사용하여 저택을 탈출하지만, 장치에서 잔류한 에너지가 저택에 있던 티라노사우루스 골격을 재활성화시킨다. "Z-렉스"를 물리친 후, 리히토펜은 레퀴엠에게 S.A.M.이 센티넬 유물을 사용하여 맥시스의 몸을 재현하고 거기에 살면서 어둠의 에테르를 궁극적으로 통제하려 한다고 밝힌다. 그 후, 그룹은 근처에 위치한 옛 핵 시설인 야누스 타워스로 향하는데, 그곳의 에테르 원자로가 용해점에 접근하고 있다. |                    |                  |

## 개발
블랙 옵스 6는 트레이아크와 레이븐 소프트웨어가 공동 개발했으며, 레이븐은 게임의 싱글 플레이어 캠페인 제작을 주도하고 트레이아크는 멀티플레이어 및 좀비 모드를 개발했다. 이 게임은 4년의 개발 주기를 자랑하는데, 이는 콜 오브 듀티 역사상 가장 긴 기간이다. 트레이아크의 한 게임 디자이너는 2022년부터 이 타이틀을 플레이테스트해왔다고 밝혔다. 블랙 옵스 6에 대한 초기 세부 정보는 2023년 11월에 윈도우즈 센트럴이 이 게임이 걸프 전쟁을 배경으로 하며 중앙정보국 (CIA)에 초점을 맞춘 스토리를 특징으로 할 것이라고 보도하면서 표면화되기 시작했다. 잭 월은 콜 오브 듀티: 블랙 옵스 2 (2012) 이후 모든 블랙 옵스 타이틀의 음악을 작곡했으며, 블랙 옵스 6의 음악도 담당했다. 짐 로드맨, 지미 힌슨, 캐나다 록 듀오 로메스가 추가 음악을 제공했다. 월은 힌슨과 로메스와 협력하여 게임의 멀티플레이어 메인 테마곡인 "레이닝 더 파이어"를 작곡했다.
마이크로소프트의 2023년 액티비전 블리자드 및 스튜디오 인수는 소니그룹과 액티비전 간의 독점 계약을 종료시켰는데, 이 계약은 콜 오브 듀티 타이틀이 플레이스테이션 플랫폼에서 독점 콘텐츠와 혜택을 받도록 했다. 마이크로소프트는 2015년 이전에는 엑스박스 콘솔용으로 액티비전과 유사한 계약을 맺고 있었지만, 마이크로소프트 게임즈의 CEO 필 스펜서는 앞으로 프랜차이즈가 지원되는 모든 플랫폼에서 콘텐츠 동등성을 유지하며 독점 계약이 없을 것이라고 밝혔다.

## 마케팅
2024년 5월 22일, "진실은 거짓말한다(The Truth Lies)"라는 제목의 웹사이트가 개설되어 콜 오브 듀티의 소셜 미디어 채널에 게시되었다. 이 웹사이트에는 러시모어산과 브란덴부르크 문과 같은 세계적인 기념물이 한 무리의 사람들에게 훼손되는 실제 비디오 클립과 훼손에 대한 가상의 뉴스 보도가 포함되어 있었다. 이 클립에는 마이크로소프트가 2024년 엑스박스 게임 쇼케이스 이벤트 발표에서 처음 공개한 세 개의 머리를 가진 개 로고가 특징이었다. 이 발표에서는 이벤트 직후 "사랑받는 프랜차이즈의 다음 작품에 대한 특별한 심층 탐구" 역할을 할 "[검열됨] 다이렉트" 프레젠테이션이 있을 것이라고 밝혔다.
5월 23일, USA 투데이와 뉴욕 포스트와 같은 여러 신문 매체는 1면에 "진실은 거짓말한다" 광고를 실었다. 같은 날, 액티비전은 블랙 옵스 6를 공식 발표하고 [검열됨] 다이렉트가 이 게임에 초점을 맞출 것이라고 확인했다. 6월 9일 방영된 블랙 옵스 6 다이렉트 프레젠테이션은 게임의 스토리라인, 게임 플레이 메커니즘, 좀비 모드에 대한 통찰력을 제공하는 25분 분량의 내용을 담았다. 멀티플레이어 및 좀비 모드에 대한 추가 세부 정보와 콜 오브 듀티: 워존과의 블랙 옵스 6 통합에 대한 세부 정보는 8월 28일 2024년 콜 오브 듀티: 넥스트 쇼케이스 이벤트에서 공개되었다.
블랙 옵스 6 다이렉트 전에 액티비전은 게임의 두 가지 실사 티저 예고편을 공개했다. 첫 번째 티저인 "눈을 떠라(Open Your Eyes)"는 5월 27일 콜 오브 듀티의 유튜브 채널에 게시되었다. 이 티저는 주로 1990년대 초 뉴스 프로그램과 TV 광고 영상으로 구성되어 있으며, 왜곡된 남성 목소리가 시청자에게 직접 말을 걸어 "양이 되는 것을 멈추고 늑대가 되라"고 말한다. 이 티저에는 게임 플레이 영상의 짧은 장면도 포함되어 있었다. 두 번째 티저는 전 미국 대통령 빌 클린턴과 조지 H. W. 부시, 전 미국 국무장관 콜린 파월, 전 영국 총리 마거릿 대처, 그리고 전 이라크 대통령 사담 후세인을 포함한 여러 실제 정치 지도자들을 특징으로 하며 다음 날 공개되었다. 또한 블랙 옵스 캐릭터 프랭크 우즈가 등장하는 시네마틱을 포함하여 워존에 블랙 옵스 6 티저가 나타나기 시작했다.
8월 1일, 트레이아크와 액티비전은 "진실은 거짓말한다" 웹사이트의 새로운 버전인 "진실은 죽는다(The Truth Dies)"를 공개했으며, 여기에는 좀비 모드 티저가 포함되어 있었다. 8월 6일, 좀비 맵 "터미너스"의 시네마틱 예고편이 출시되었으며, 블랙 옵스 6의 좀비 스토리라인과 등장인물에 대한 세부 정보도 함께 공개되었다. 모드의 게임 플레이 시스템에 대한 완전한 분석은 8월 8일 콜 오브 듀티 블로그에 게시되었다. 8월 20일, 레이븐 소프트웨어는 게임스컴 2024에서 캠페인 게임 플레이 영상을 발표했다. 다음 날, 트레이아크는 좀비 맵 "리버티 폴스"의 시네마틱 예고편을 공개했고, 블랙 옵스 6 멀티플레이어의 잭 월 테마곡을 초연했다.

## 출시
블랙 옵스 6는 2024년 10월 25일 플레이스테이션 4, 플레이스테이션 5, 마이크로소프트 윈도우, 엑스박스 원, 엑스박스 시리즈 X/S로 출시되었다. 이 타이틀은 출시 당일 엑스박스 게임 패스 얼티밋, PC 게임 패스, 콘솔용 엑스박스 게임 패스를 포함한 일부 엑스박스 게임 패스 요금제 구독자에게 제공되었다. 또한 지포스 나우와 엑스박스 클라우드 게임을 포함한 일부 클라우드 게임 플랫폼에서도 이용할 수 있다. 이 게임은 싱글 플레이어 캠페인을 포함한 모든 모드를 플레이하려면 지속적인 인터넷 연결이 필요하다. 액티비전은 이 요구 사항이 게임 파일 크기를 크게 늘리지 않고 최상의 시각적 품질을 보장하는 데 사용되는 텍스처 스트리밍 기능 때문이라고 밝혔다. 블랙 옵스 6는 출시 전에 쿠웨이트에서 판매가 금지되었으며, 해당 국가의 모든 사전 주문은 취소 및 환불되었다. 쿠웨이트 당국은 금지 이유를 밝히지 않았지만, 언론에서는 게임의 걸프 전쟁 설정 때문이라고 추측했다.

### 멀티플레이어 베타
블랙 옵스 6를 사전 주문했거나 엑스박스 게임 패스에 가입한 플레이어는 게임의 멀티플레이어 구성 요소에 대한 공개 베타 테스트에 조기 액세스할 수 있었다. 조기 액세스 기간은 8월 30일부터 9월 4일까지 진행되었으며, 모든 플레이어가 이용할 수 있는 두 번째 기간은 9월 6일에 시작하여 9월 9일에 종료되었다. 블랙 옵스 6 베타에 대한 비평가들의 평가는 대부분 긍정적이었다. 비평가들은 전방향 이동 시스템을 뛰어난 기능으로 꼽았지만, 게임의 맵 디자인과 총격전에 대해서는 엇갈린 반응을 보였다.

### 출시 후 업데이트
게임 출시 후, 트레이아크는 무료 시즌 업데이트로 블랙 옵스 6를 지원하고 있으며, 이 업데이트는 새로운 맵, 무기, 플레이 가능한 캐릭터, 게임 모드를 포함한 새로운 콘텐츠를 멀티플레이어 및 좀비 모드에 추가한다. 각 "시즌"에는 프리미엄 배틀 패스와 게임 내 상점에서 플레이어가 구매할 수 있는 일련의 꾸밈 아이템도 포함되어 있다. 총 6개의 시즌이 게임에 계획되어 있으며, 첫 번째 시즌은 2024년 11월 14일에 출시되었다. 두 번째 시즌은 2025년 1월 28일에 출시되었다. 세 번째 시즌은 4월 2일에 출시되었다. 네 번째 (현재) 시즌은 5월 29일에 출시되었다. 다섯 번째 시즌은 8월 7일에 출시될 예정이다. 각 시즌 업데이트에는 멀티플레이어 및 좀비 모드에서 플레이 가능한 캐릭터 형태로 여러 미디어 프랜차이즈 및 유명인과의 크로스오버 콘텐츠도 포함되어 있다. 주목할 만한 제휴로는 넷플릭스의 오징어 게임 TV 시리즈의 프론트 맨, 핑크 가드, VIP, 영희와 같은 캐릭터, 터미네이터 (영화) (1984)에 등장하는 T-800, 닌자 거북이 프랜차이즈의 레오나르도, 도나텔로, 라파엘, 미켈란젤로, 스플린터와 같은 캐릭터, 배우 세스 로건, 그리고 존 윅 스핀오프 영화 발레리나 (2025)의 이브 마카로(아나 데 아르마스)가 있다.

## 평가

### 비평적 평가
블랙 옵스 6는 리뷰 애그리게이터 웹사이트 메타크리틱에 따르면 비평가들로부터 "대체로 호평"을 받았다. 오픈크리틱은 비평가들의 92%가 이 게임을 추천했다고 판단했다. 일본에서는 패미통의 네 명의 비평가가 이 게임에 총 40점 만점에 34점을 주었다.
리뷰어들은 게임의 싱글 플레이어 캠페인에 대해 대체로 긍정적인 반응을 보였다. IGN의 사이먼 카디는 캠페인에 9/10점을 주면서, 이 캠페인이 시리즈에 "매우 환영할 만한 활력"을 불어넣었다고 썼다. 게임스팟의 필 혼쇼는 캠페인의 미션 디자인과 등장인물들을 칭찬했지만, 캠페인 서사 일부에서 "길을 잃었다"고 느꼈다. GamesRadar+의 루크 켐프도 게임의 미션 디자인을 칭찬하고 일부 미션에 초자연적 요소가 포함된 것을 높이 평가했다. 가디언의 키스 스튜어트는 캠페인의 미션들이 "최대한 많은 병사를 죽인다는 핵심 게임플레이 개념에 다양한 풍미를 더하는 짧고 날카로운 장르 연습"을 제공한다고 말했다.
멀티플레이어 구성 요소는 비평가들로부터 칭찬을 받았다. IGN의 세스 G. 메이시는 멀티플레이어에 8/10점을 주며 게임의 맵 선택, 총격전, 전방향 이동 시스템을 칭찬했지만, 후자가 "매우 특정한 상황을 제외하고는 경쟁적으로 [그를] 반드시 돕지는 않았다"고 언급했다. 혼쇼 역시 전방향 이동을 칭찬하며 "정말 높은 수준의 유동성"을 만들어낸다고 말했지만, 멀티플레이어의 리스폰 시스템에 대해서는 비판적인 의견을 내놓았는데, 게임 맵의 "비좁은" 디자인이 부정적인 영향을 미쳤다고 느꼈다. VG247의 프랜 루이즈는 블랙 옵스 6의 멀티플레이어가 "플레이하는 데 정말 즐거웠고", "10년 이상 시리즈 중 가장 견고하고 세련된 느낌"이라고 썼다. 켐프와 디지털 트렌즈의 빌리 기븐스 모두 게임의 특전 시스템을 좋아했으며, 후자는 "이전 게임에서 일반적으로 사용했던 특전을 선택하거나 포기하는 위험과 보상을 고려할 필요가 있다는 점"을 높이 평가한다고 썼다.
좀비 모드 또한 긍정적인 평가를 받았다. 비평가들은 이전 콜 오브 듀티 작품인 콜 오브 듀티: 모던 워페어 III (2023)의 오픈 월드 디자인과는 달리, 라운드 기반 게임플레이 형식으로 돌아온 것을 호평했다. IGN의 윌 보거는 좀비 모드에 8/10점을 주며, "모드가 모든 면에서 터무니없고, 캠피하고, 놀랍고, 우스꽝스럽다"고 말했다. 그는 모드의 출시 맵인 "터미너스"와 "리버티 폴스", 그리고 숨겨진 퀘스트와 이스터 에그를 칭찬했지만, 캐릭터들의 "매우 짜증나는" 대사는 싫어했다. GamesRadar+의 피처 에디터 앤드류 브라운 또한 출시 맵을 칭찬했으며, 블랙 옵스 6의 좀비 버전이 모드 전체에 대한 그의 사랑을 되살렸다고 말했다. 스튜어트는 좀비 모드가 "긴장감 넘치고 엄청나게 스트레스 받지만" 친구들과 함께 할 때 "정말 즐거웠다"고 썼다. 루이즈는 좀비 모드가 전방향 이동 시스템으로부터 "큰 이점"을 얻었다고 느꼈다.

### 판매
블랙 옵스 6는 프랜차이즈 역사상 가장 큰 출시 주말을 기록했으며, 2024년 미국에서 가장 많이 팔린 비디오 게임이 되었다. 마이크로소프트의 CEO 사티아 나델라는 출시 당일 높은 플레이어 참여도와 단 하루 만에 신규 게임 패스 구독자 수가 증가했다고 언급했다. 플레이스테이션 및 스팀 판매량은 모던 워페어 III에 비해 60% 증가했다.

### 수상
| 날짜             | 시상식                      | 부문                        | 후보                       | 결과 | 틀:참조 문단 표제 |
| ---------------- | --------------------------- | --------------------------- | -------------------------- | ---- | ----------------- |
| 2024년 12월 12일 | 더 게임 어워즈              | 최우수 오디오 디자인        | 콜 오브 듀티: 블랙 옵스 6  | 후보 | [ 84 ]            |
| 2024년 12월 12일 | 더 게임 어워즈              | 접근성 혁신                 | 콜 오브 듀티: 블랙 옵스 6  | 후보 | [ 84 ]            |
| 2024년 12월 12일 | 더 게임 어워즈              | 최우수 액션 게임            | 콜 오브 듀티: 블랙 옵스 6  | 후보 | [ 84 ]            |
| 2024년 12월 12일 | 더 게임 어워즈              | 최우수 멀티플레이어 게임    | 콜 오브 듀티: 블랙 옵스 6  | 후보 | [ 84 ]            |
| 2025년 2월 13일  | D.I.C.E. 어워즈             | 올해의 액션 게임            | 콜 오브 듀티: 블랙 옵스 6  | 후보 | [ 85 ]            |
| 2025년 2월 13일  | D.I.C.E. 어워즈             | 올해의 온라인 게임          | 콜 오브 듀티: 블랙 옵스 6  | 후보 | [ 85 ]            |
| 2025년 2월 13일  | D.I.C.E. 어워즈             | 애니메이션 부문 최우수 성과 | 콜 오브 듀티: 블랙 옵스 6  | 후보 | [ 85 ]            |
| 2025년 3월 19일  | 게임 개발자스 초이스 어워드 | 최우수 기술                 | 콜 오브 듀티: 블랙 옵스 6  | 가작 | [ 86 ]            |
| 2025년 4월 8일   | 영국 아카데미 게임상        | 애니메이션                  | 콜 오브 듀티: 블랙 옵스 6  | 후보 | [ 87 ]            |
| 2025년 4월 8일   | 영국 아카데미 게임상        | 멀티플레이어                | 콜 오브 듀티: 블랙 옵스 6  | 후보 | [ 87 ]            |
| 2025년 4월 8일   | 영국 아카데미 게임상        | 주연 배우                   | 이안 노엘 (트로이 마셜 역) | 후보 | [ 87 ]            |
| 2025년 4월 8일   | 영국 아카데미 게임상        | 기술 성과                   | 콜 오브 듀티: 블랙 옵스 6  | 후보 | [ 87 ]            |

## 속편
블랙 옵스 6의 속편인 콜 오브 듀티: 블랙 옵스 7은 2025년에 출시될 예정이다.